# Desmia deploralis
Desmia deploralis là một loài bướm đêm trong họ Crambidae.